# Zdenka Munk
Zdenka Munk (Graz, 19. kolovoza 1912. – Zagreb, 21. ožujka 1985.) hrvatska je povjesničarka umjetnosti. Diplomirala je na Filozofskom fakultetu u Zagrebu (1938.). Radila je kao kustosica i likovna pedagoginja te bila ravnateljica Muzeja za umjetnost i obrt u Zagrebu (1954. – 1979.). Vodila je obnovu dvorca Trakošćan (1953. – 1957.), organizirala velike tematske izložbe (Secesija u Hrvatskoj, 1977.; Riznica zagrebačke katedrale, 1972. i 1987.). Bavila se muzeologijom i problemima primijenjene umjetnosti, posebice tapiserijom u Hrvatskoj.

## Životopis
Zdenka Munk rođena je 1912. u Grazu (Austrija). Gimnaziju Sestara milosrdnica završila je u Zagrebu. Od 1936. bavi se likovnom kritikom i surađuje u mnogim listovima i časopisima. Na Filozofskom fakultetu u Zagrebu diplomirala je povijest umjetnosti. 1938. je diplomirala povijest umjetnosti i kulture s klasičnom arheologijom na Filozofskom fakultetu u Zagrebu. Iste godine zaposlila se kao volonterka u Muzeju za umjetnost i obrt u Zagrebu. 1939. je na specijalizaciji u Parizu, gdje pohađa jednogodišnji studij muzeologije (u Ecole du Louvre).
Članica je SKOJ-a, a od 1941. u Zagrebu, ilegalno sudjeluje u NOP. Početkom 1944. odlazi u partizane. Potkraj rata imenovana je šeficom Odsjeka za muzeje i konzervatorske zavode u republičkom Ministarstvu prosvjete. Značajnu ulogu imala je u organiziranju obnovljene djelatnosti muzeja i mreže zavoda za zaštitu spomenika kulture u Hrvatskoj. 
Godine 1945. imenovana je šeficom Odsjeka za muzeje i konzervatorske zavode u Ministarstvu prosvjete NRH, provodi akciju spašavanja ratom ugroženih i oštećenih pokretnih i nepokretnih spomenika kulture. Godine 1948. imenovana je konzervatoricom u Republičkom konzervatorskom zavodu gdje radi na stručnoj obradi pokretnih spomenika kulture. Posebnu pozornost pridaje privatnim zbirkama umjetnina u Zagrebu, od kojih neke postaju otvorene za javnost. Osobito je zaslužna za revitalizaciju dvorca Trakošćan i njegovo preuređenje u dvorac - muzej. Godine 1949. bila je izaslanica jugoslavenske vlade za restituciju kulturnih dobara iz Austrije, a u Beču je radila na historijatu naše konzervatorske službe u doba Austro-Ugarske Monarhije. Rukovoditeljicom inventarizacije umjetnina Riznice zagrebačke katedrale postala je 1952. godine te je provela prvi postav Galerije slika u Osijeku, izradila koncepciju postava Muzeja u Križevcima.
U MUO se vraća 1954. u svojstvu direktorice i na tom je mjestu ostala punih 25 godina. Od 1957. do 1962. organizira i vodi rekonstrukciju i dogradnju zgrade Muzeja te zajedno sa stručnim timom MUO-a izrađuje koncepciju i plan realizacije novog stalnog postava Muzeja. Nastojala je da se muzejski rad usmjeri što više prema javnosti kako bi zadovoljio potrebe suvremenog društva. U obnovljenom prostoru organizira niz novih aktivnosti: velike povremene izložbe, koncerte, radionice, predavanja, modne revije.
Surađivala je s radijem i televizijom. Velik je njezin angažman u Muzejskom društvu Hrvatske, Savezu muzejskih društava Jugoslavije i Društvu povjesničara umjetnosti. Od 1968. do 1985. predavala je na poslijediplomskom studiju muzeologije Prirodoslovno-matematičkog fakulteta Sveučilišta u Zagrebu. Dugi niz godina bila je članica Izvršnog komiteta ICOM-a i predsjednica Nacionalnog komiteta ICOM-a. Umrla je u Zagrebu 1985. u 73. godini.